# Флавий Амантий
Фла́вий Ама́нтий (лат. Flavius Amantius; умер после 345 года) — римский государственный и политический деятель, ординарный консул 345 года.

## Биография
Никаких сведений, кроме фиксации его как консула 345 года, вместе с Марком Нуммием Альбином, о нём в источниках не сохранилось, однако он, по всей видимости, являлся префектом претория Италии, Африки и Иллирика в 344—345 годах.